# 72-я мотострелковая дивизия
72-я мотострелковая дивизия — тактическое соединение Сухопутных войск Российской Федерации.

## История
72-я мотострелковая дивизия сформирована весной 2024 года в составе 44-го армейского корпуса Ленинградского военного округа.
Первый бой дивизия приняла на севере Харьковской области в мае 2024.
С августа 2024 года принимает участие в боях в Курской области. 11 августа первые батальоны 72-й дивизии начали прибывать в Курскую область. 20 августа 30-й мотострелковый полк был переброшен из Харьковской области в Курскую.
24 августа 2024 года 30-й мотострелковый полк совместно со «Спецназом „Ахмат“» вёл бои в районе Мартыновки в Суджанском районе Курской области.
С 26 августа 2024 года 41-й мотострелковый полк действовал в районе сёл Старица и Огурцово Чугуевского района Харьковской области.
30 августа 2024 года 30-й мотострелковый полк действовал в районе Малой Локни к северу от Суджи.
2 октября 2024 года 41-й мотострелковый полк овладел селом Старица Чугуевского района Харьковской области.
15 октября 30-й мотострелковый полк совместно с 40-й и 810-й бригадами морской пехоты вёл наступление вдоль Борки — Озерки южнее Уланока Суджанского района Курской области с целью обойти позиции украинских войск.
11 декабря 2024 года 30-й мотострелковый полк совместно с северокорейскими войсками, 155-й и 810-й обрмп, 22-й обрспн, батальоном «АрБат», отрядом курских добровольцев «Курские витязи» освободили село Плёхово в Суджанском районе Курской области.
6 января 2025 года 30-й мотострелковый полк, совместно с 2-й обрспн, «Спецназом „Ахмат“», 11-й одшбр очистил от противника районы возле хутора Бердина и посёлка Новосотницкого в Большесолдатском районе Курской области.
С 10 января 2025 года 30-й мотострелковый полк вёл бои в районе села Погребки Суджанского района Курской области.
На 25 февраля 2025 года 41-й мотострелковый полк продолжал боевые действия на севере Харьковской области.
26 февраля 2025 года 22-й мотострелковый полк действовал в районе деревни Новая Сорочина Суджанского района.
На 4 марта 2025 года 22-й мотострелковый полк, совместно с 9-м мсп, действовал в районе села Малая Локня Суджанского района.
7 марта 2025 года 22-й мотострелковый полк освободил деревню Старая Сорочина Суджанского района.
8 марта 2025 года 30-й мотострелковый полк, совместно с 1427-м мсп, освободили село Черкасское Поречное Суджанского района. 22-й мотострелковый полк освободил деревни Викторовка и Николаевку
9 марта 2025 года 30-й мотострелковый полк занял хутор Кубаткин возле Казачьей Локни в Суджанском районе.
11 марта 2025 года 22-й мотострелковый полк, совместно с 155-й обрмп, освободили хутор Княжий-1 в Суджанском районе.
12 марта 2025 года 22-й мотострелковый полк, совместно с 11-й одшбр и 2-й обрспн, освободили город Суджа Курской области.
С 25—26 марта 2025 года 22-й и 30-й мотострелковые полки начали действовать в районе Гуево, к югу от Суджи.
8 апреля 2025 года 22-й мотострелковый полк занял Гуево вместе с подразделениями морской пехоты. 41-й мотострелковый полк продолжал действовать в Харьковской области.
11 апреля 2025 года украинские HIMARS нанесли удар по командному пункту 30-го мсп в Гуево, ранив командира полка..
С 14 апреля 2025 года 30-й мотострелковый полк действовал в районе Горнальского Белогорского монастыря в Суджанском районе.
26 апреля 2025 года 22-й мотострелковый полк, совместно с морскими пехотинцами и 1427-м мотострелковым полком, занял село Горналь — последний населённый пункт в Курской области, находившийся под контролем украинских ВС.

## Состав
- 22-й мотострелковый полк (в/ч 01069)
- 30-й мотострелковый полк (в/ч 72162)
- 41-й мотострелковый полк (в/ч 72164)
- 10-й самоходный артиллерийский полк (в/ч 72168)
- 49-й отдельный танковый батальон (в/ч 72170)[26]